# Fuad Ibrahim
Abdusalam Abas „Fuad“ Ibrahim (* 15. August 1991 in Dire Dawa, Äthiopien) ist ein äthiopisch-amerikanischer Fußballspieler.

## Karriere
Ibrahim begann im Alter von fünf Jahren in Äthiopien das Fußballspielen, ehe er über Kenia 2003 zusammen mit anderen Familienmitgliedern nach Richfield, Minnesota in die Vereinigten Staaten auswanderte. 2005 führte er die Richfield High School zum Titel in der Classic Suburban Conference. Im selben Jahr wurde Ibrahim erstmals in die U 15-Nationalmannschaft der USA berufen. 2006 wechselte er als einer der jüngsten Spieler in das Ausbildungsprogramm der U 17-Nationalmannschaft nach Bradenton und nahm später an der U-17-Weltmeisterschaft 2007 teil, wo er mit den Vereinigten Staaten im Achtelfinale gegen Deutschland ausschied. Im MLS-Draft 2007 wurde Ibrahim in der zweiten Runde an erster Stelle (14. Position insgesamt) vom FC Dallas ausgewählt. Mit 15 Jahren war er der zweitjüngste Spieler nach Freddy Adu, der je am MLS-Draft teilnahm. Als Spieler der Generation Adidas erhielt er einen von Adidas gesponserten und mit jährlich 100.000 US-Dollar dotierten Fünfjahresvertrag. Nachdem er in Dallas nicht zum Einsatz gekommen war, wechselte er im Juni 2008 nach Toronto. Am 12. Juli 2008 absolvierte er gegen den Chicago Fire sein erstes Profispiel, bei dem er auch sein erstes Tor erzielte.
Anfang 2009 gab Ibrahim bekannt, in Zukunft als Fuad Ibrahim bezeichnet werden zu wollen, nachdem sein bislang geläufiger Vorname „Abdus“ zu Verwirrungen mit seinem Geburtsnamen „Abdusalam“ führte. 2012 debütierte Ibrahim in der äthiopischen Nationalelf und wurde in das Aufgebot für die Afrikameisterschaft 2013 berufen.
2013 spielte Ibrahim in der zweiten finnischen Liga für AC Kajaani. Anschließend kehrte er zurück in die USA und spielte für Omoro United FC in Minneapolis und ging dann 2015 nach Äthiopien zurück. Zuletzt stand Ibrahim bis 2017 beim Erstligisten Dire Dawa City SC in der Ethiopian Premier League unter Vertrag. Seitdem ist er ohne neuen Verein.